# キャンベラ・ライトレール
この項目では、オーストラリアの首都・キャンベラに存在する路面電車（ライトレール）について解説する。キャンベラに路面電車網を建設するプロジェクト「キャピタル・メトロ（Capital Metro）」に基づき、最初の路線は2019年4月10日から営業運転を開始した。2020年現在は民間企業のコンソーシアムであるキャンベラ・メトロ（Canberra Metro）によって運営されており、日本の三菱商事も参加している。

## 概要

### 開通までの経緯
オーストラリアのキャンベラは、大都市であるシドニーとメルボルンの中間に位置する。1908年に首都となることが決定し、1927年に連邦議会がメルボルンから移転して以降、オーストラリアの政治の中枢として機能する都市である。このキャンベラ市内に存在する公共交通機関は、首都として創設以降2010年代までバスを始めとした自動車のみであり、第二次世界大戦以降はモータリーゼーションによって郊外へのスプロール化が進展した結果、2018年時点での人口密度は1 km2あたり450人未満と他国の首都と比べ低い水準に留まっている。この状況を受け、キャンベラでは2030年代を目標に中心市街地の活性化を目的としたコンパクトシティ計画が進んでおり、その一環として自動車への依存を減らす目的も含めて導入されたのがライトレールである。
キャンベラのライトレール「キャピタル・メトロ（Capital Metro）」の建設計画は2012年に実施された選挙の中で労働党が掲げた公約の1つであり、2014年には議会で予算案が可決された。続いて後述する官民パートナーシップ（PPP）事業を進める民間企業によるコンソーシアムの入札が行われ、2016年2月にキャンベラ・メトロ（Canberra Metro）が事業権を落札した。そしてキャンベラが属するオーストラリア首都特別地域政府との契約を経て、同年7月から第1段階（Light Rail Stage 1、LRS1）となる、中心部キャンベラ・セントラル地区と郊外のガンガーリン地区を結ぶ全長12 kmの区間の工事が開始された。
2017年10月までに路盤の工事が完了し、同月以降は線路の敷設が始まった一方、12月にはキャンベラメトロの参加企業の1つであるCAF製の電車の納入も開始された。翌2018年からは架線の敷設が実施されるのと同時に、電化が完成した区間では電車の試運転が開始された。そして同年までに線路の建設、翌2019年4月までに架線の設置が完了し、2019年4月20日から営業運転が始まった。

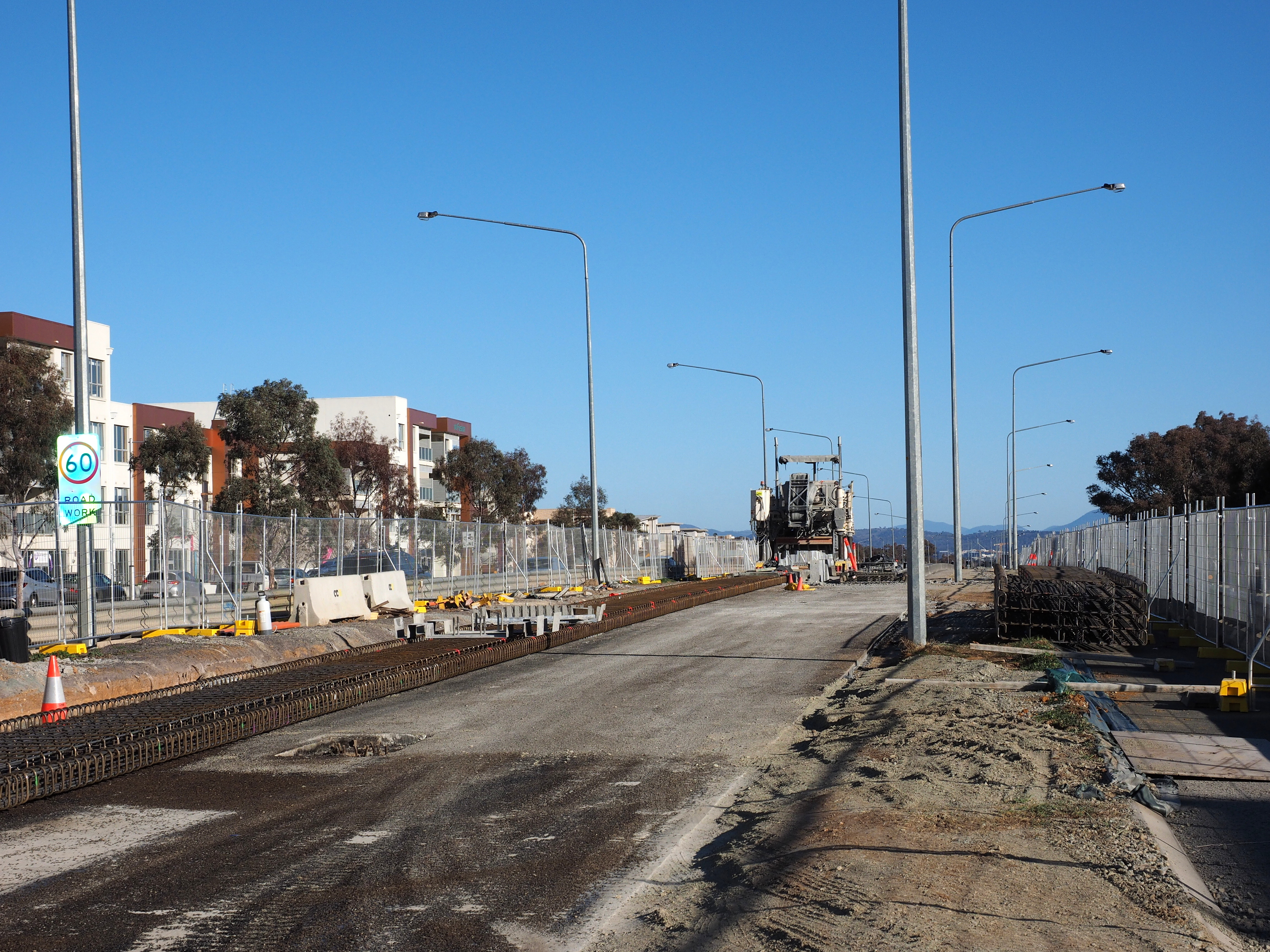
建設中のライトレール（2017年撮影）
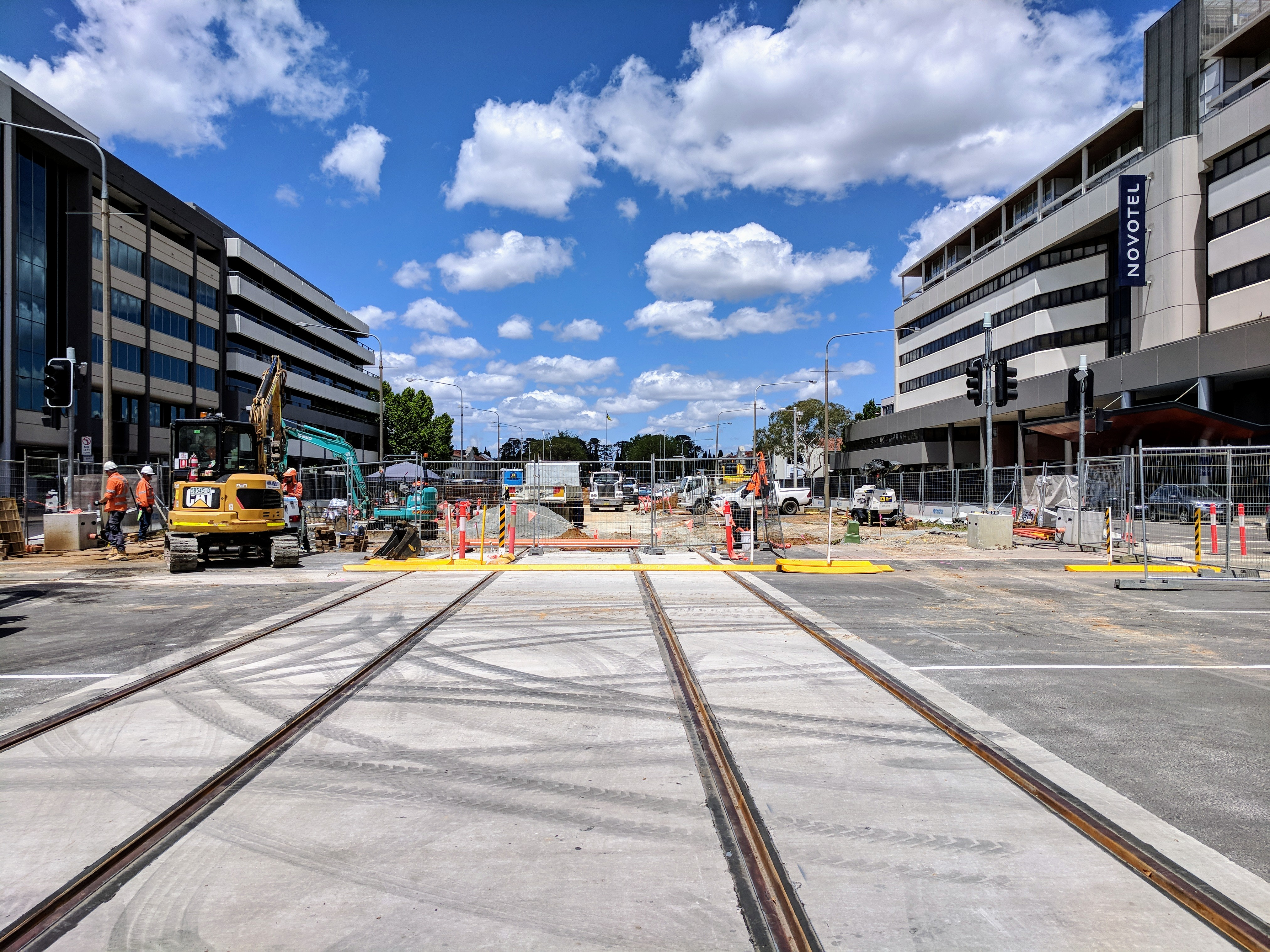
線路の敷設が完了した路盤（2018年撮影）
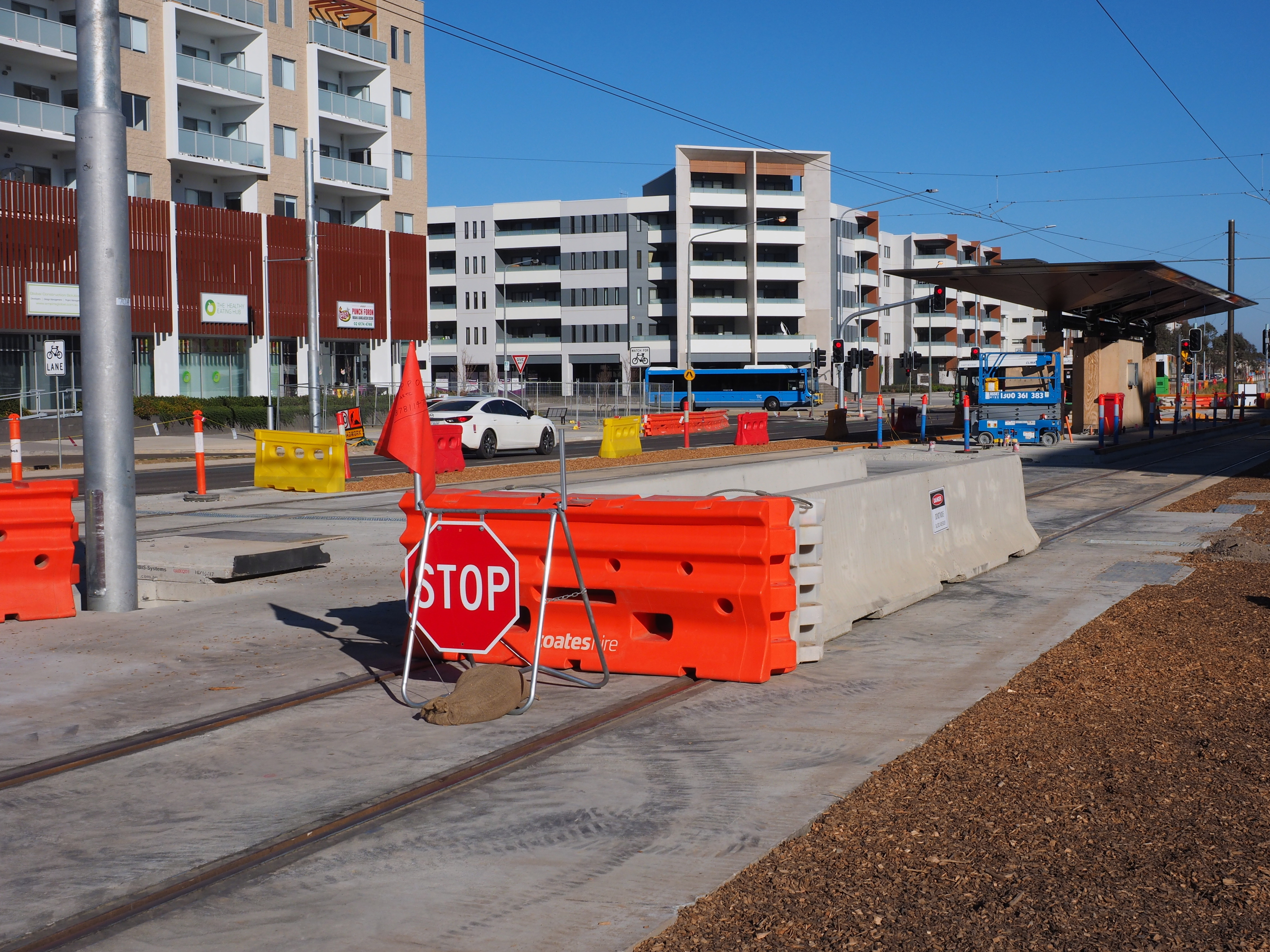
電停や線路の建設が進む（2018年撮影）

### 運営事業者

「キャピタル・メトロ」計画の参加組織・企業の関係図

キャンベラのライトレール網の整備計画「キャピタル・メトロ」の進行に際しては官民パートナーシップ（PPP）が用いられている。これは公共事業に対して民間の資本やノウハウを活用し、サービスの提供も民間主体で実施する事で、公共サービスの効率化や利益の拡大を図る方法で、そのうち第1段階にあたる路線は前述の通り複数の企業が参加したコンソーシアム「キャンベラ・メトロ」が契約を結んでいる。同事業者は第1段階の建設や車両の導入に加え、2039年まで20年間の運営や保守の権利も獲得している。
「キャンベラ・メトロ」の参加企業は以下の通り。そのうち太字で書かれた企業は、2019年以降ライトレールの運営・保守を実施するキャンベラ・メトロ・オペレーション（Canberra Metro Operations、CMET）に携わる企業である。
- 三菱商事（日本）
- 三菱東京UFJ銀行（日本）
- パシフィック・パートナーシップ（英語版）（Pacific Partnership）（オーストラリア）
- ジョン・ホランド（英語版）（John Holland）（オーストラリア）
- CPBコントラクター（英語版）（CPB Contractors）（オーストラリア）
- アバディーン・スタンダード・インベストメンツ（Aberdeen Infrastructure Investments）（イギリス）
- ドイツ鉄道インターナショナル（Deutsche Bahn International）（ドイツ）
- CAF（Construcciones y Auxiliar de Ferrocarriles）（スペイン）

## 運行

### 路線・運賃
2020年時点で開通済みの第1段階は全長12 km（7.5 miles）、全線複線の路線で、起終点を含め13箇所に電停を有する。電停は線路の間に設置された島式ホームと線路の外側にプラットホームが存在する相対式ホームが存在するが、双方とも屋根や監視カメラ、視覚・聴覚障害者向け設備など統一された仕様となっている。車両基地はミッチェルに位置し、列車制御所が併設されている。
運賃は支払い方法によって異なり、現金で乗車券を購入する場合は5ドルとなる。一方で、キャンベラの公共交通で使用可能な非接触式ICカードの"MyWay"の使用も可能で、その場合大人はラッシュ時は3.22ドル、それ以外の時間帯は2.55ドルと値下げされる。双方とも支払い後は90分以内ならバスを含めた公共交通機関にも自由に乗車する事が可能である。ただし2020年現在、新型コロナウイルス感染症（COVID-19）の影響に伴い運賃の支払いは"MyWay"でのみ対応している。

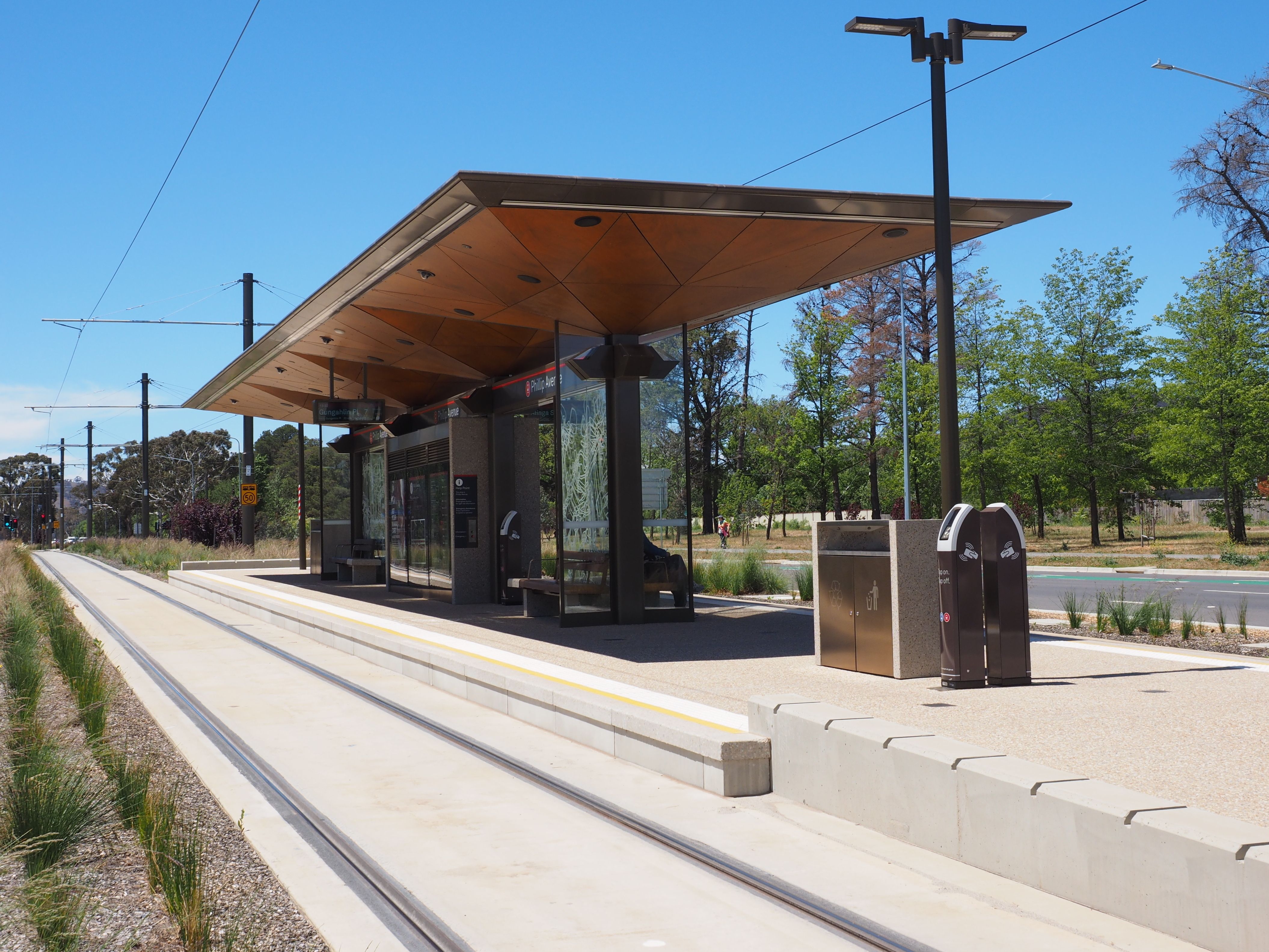
島式ホーム（Phillip Avenue） （2019年撮影）
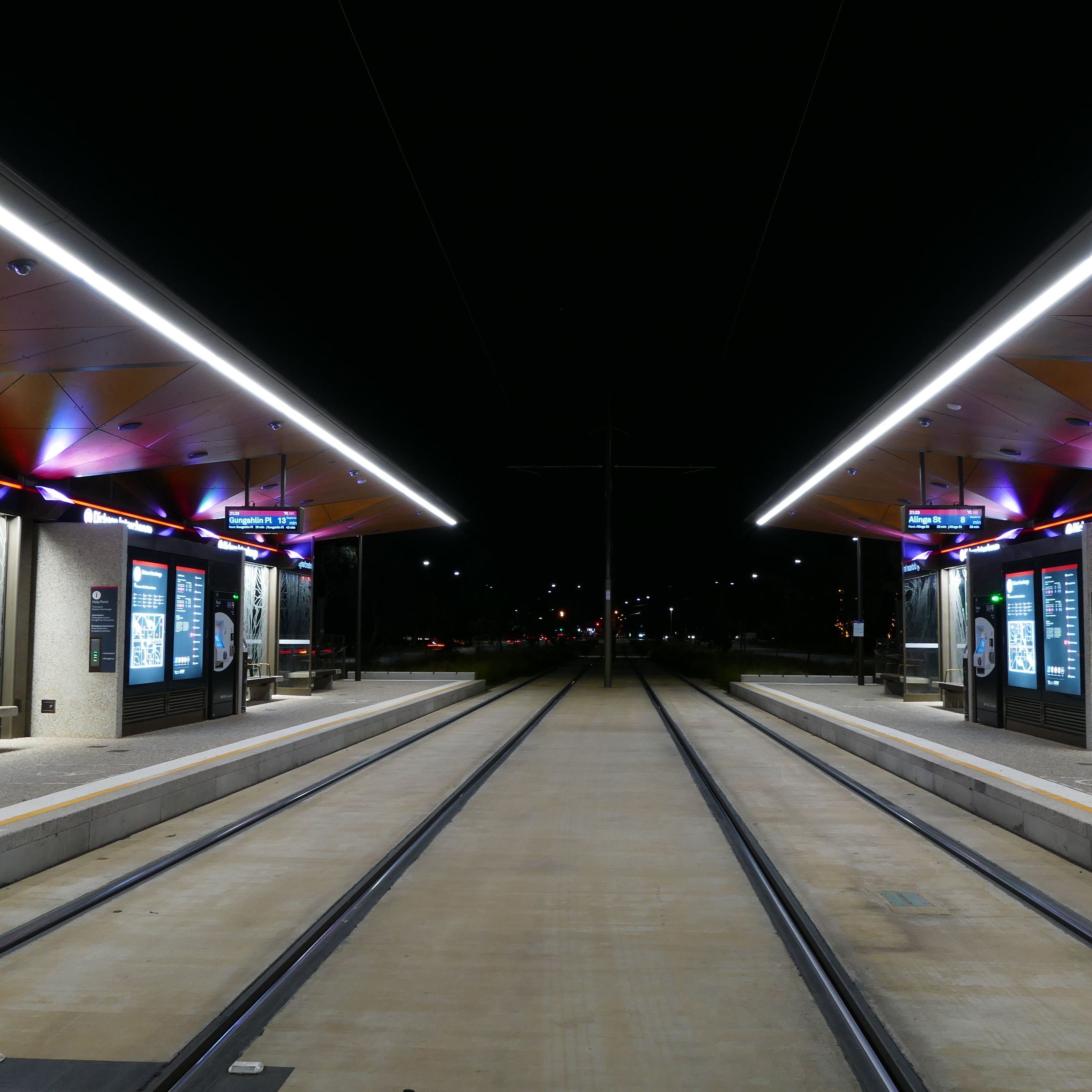
相対式ホーム（Dickson Interchange） （2020年撮影）
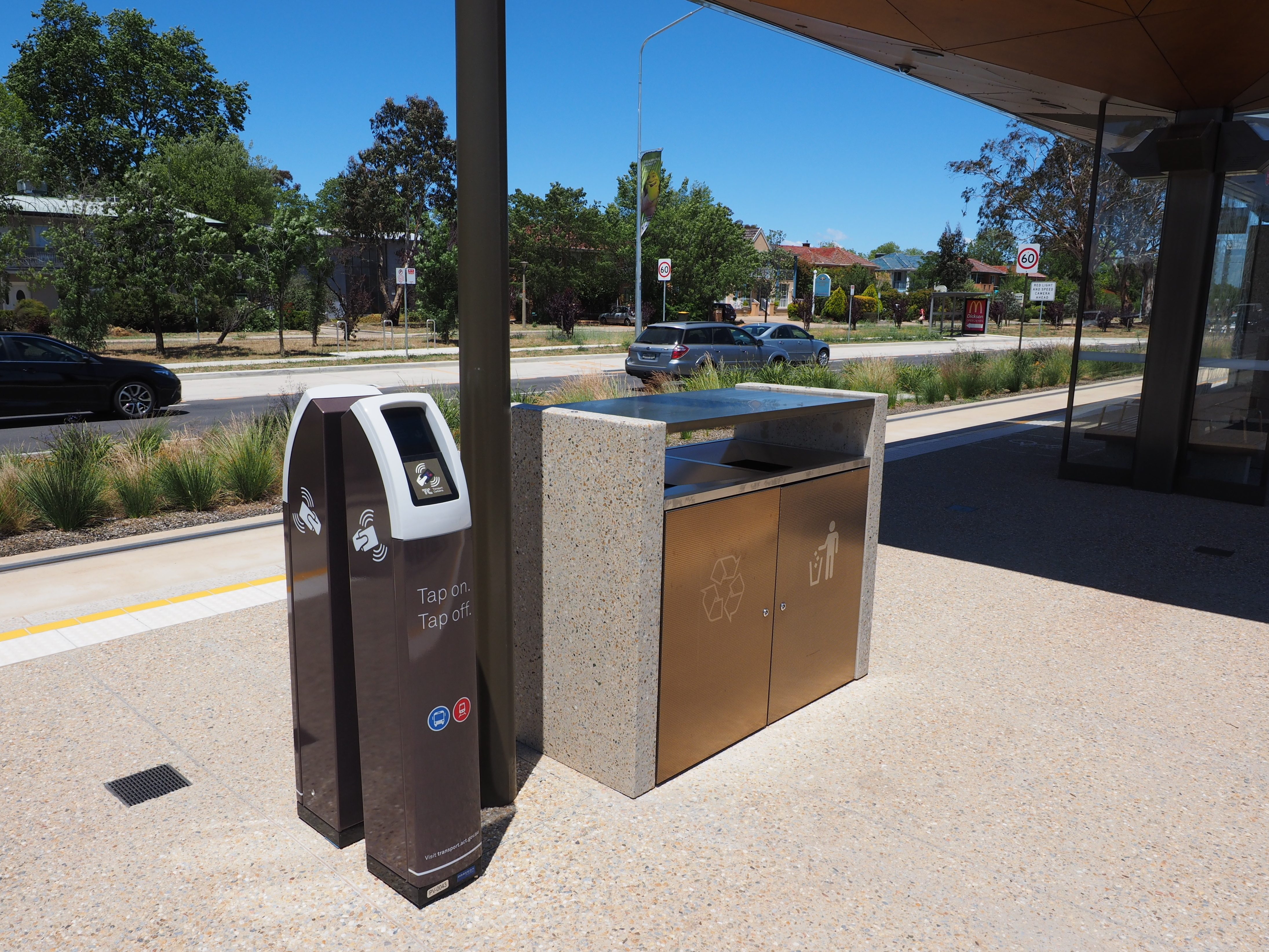
ICカードリーダー（左）とゴミ箱（右）（Swinden Street） （2019年撮影）

### 電停一覧
| 電停名              | 地域                   | ホームの形状 | 備考・参考                                   |
| ------------------- | ---------------------- | ------------ | -------------------------------------------- |
| Gungahlin Place     | ガンガーリン           | 島式ホーム   | [ 14 ]                                       |
| Manning Clark North | ガンガーリン           | 島式ホーム   | [ 15 ]                                       |
| Mapleton Avenue     | ガンガーリン           | 島式ホーム   | [ 16 ]                                       |
| Nullarbor Avenue    | ガンガーリン           | 島式ホーム   | [ 17 ]                                       |
| Well Station Drive  | ガンガーリン           | 島式ホーム   | [ 18 ]                                       |
| EPIC & Racecourse   | ガンガーリン           | 相対式ホーム | パーク・アンド・ライドに対応した駐車場を併設 |
| EPIC & Racecourse   | キャンベラ・セントラル | 相対式ホーム | パーク・アンド・ライドに対応した駐車場を併設 |
| Phillip Avenue      | 島式ホーム             | [ 20 ]       |                                              |
| Swinden Street      | 島式ホーム             | [ 21 ]       |                                              |
| Dickson Interchange | 相対式ホーム           | [ 22 ]       |                                              |
| Macarthur Avenue    | 相対式ホーム           | [ 23 ]       |                                              |
| Ipima Street        | 相対式ホーム           | [ 24 ]       |                                              |
| Elouera Street      | 相対式ホーム           | [ 25 ]       |                                              |
| Alinga Street, City | 相対式ホーム           | [ 26 ]       |                                              |

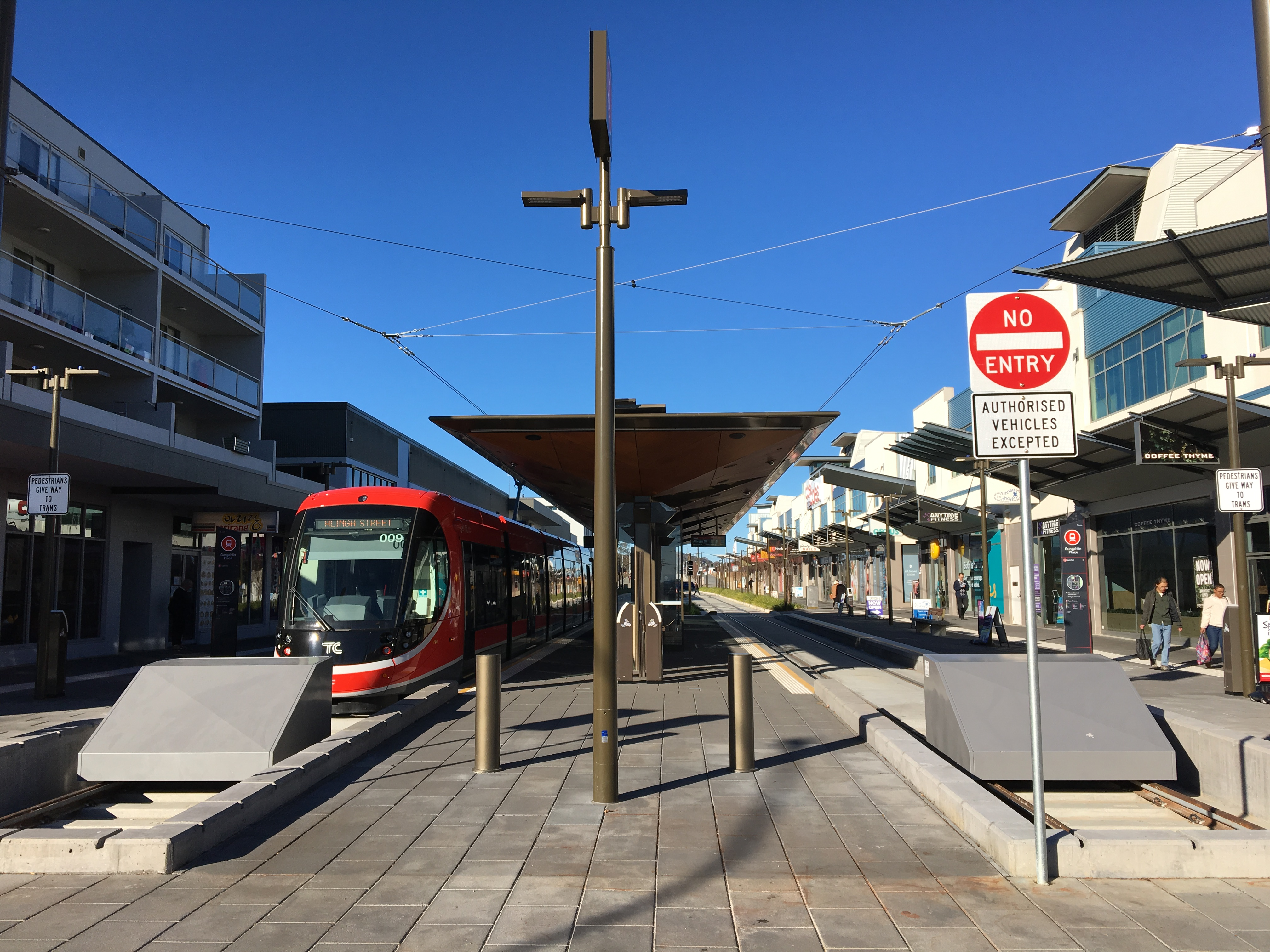
Gungahlin Place
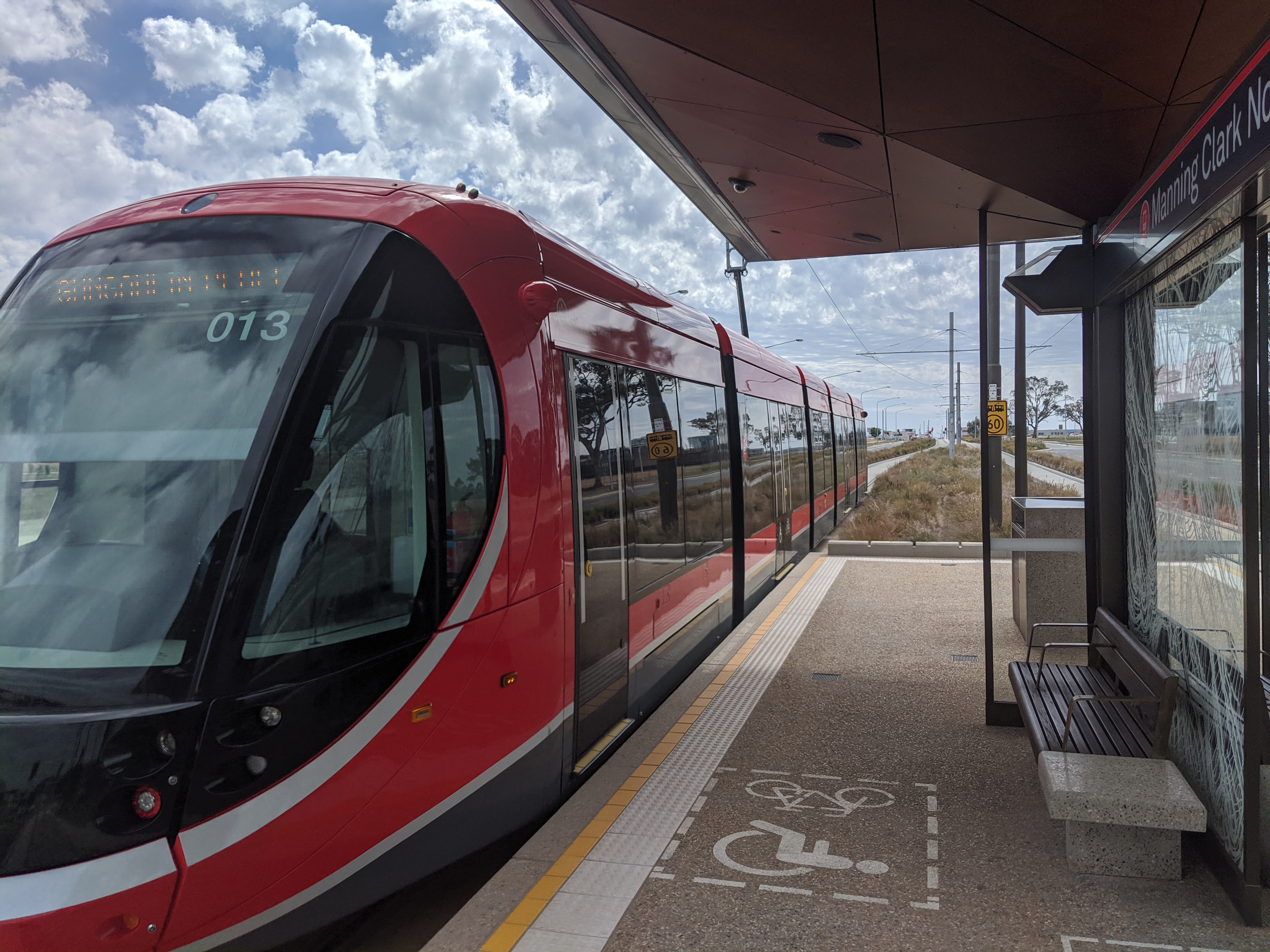
Manning Clark North
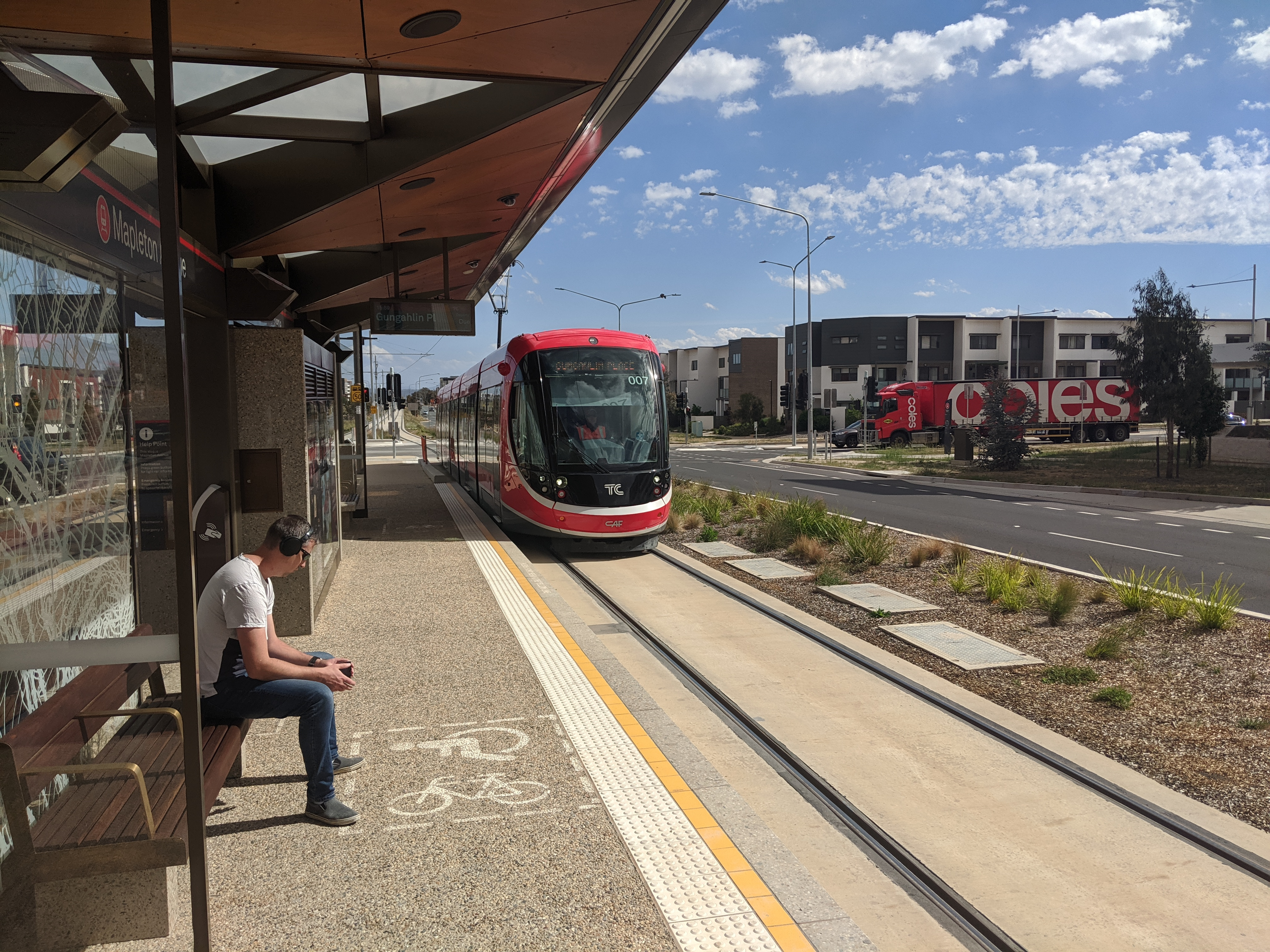
Mapleton Avenue
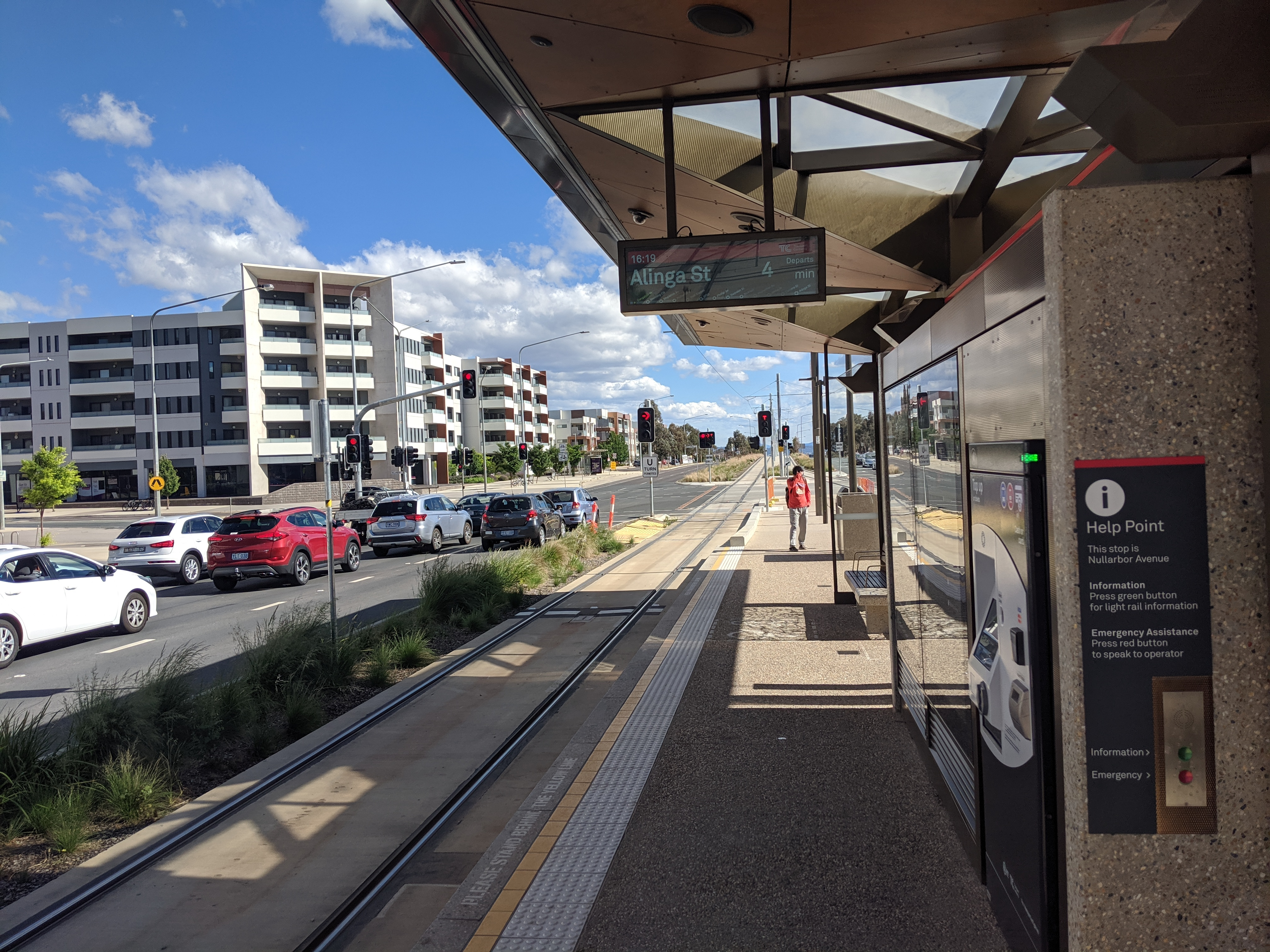
Nullarbor Avenue
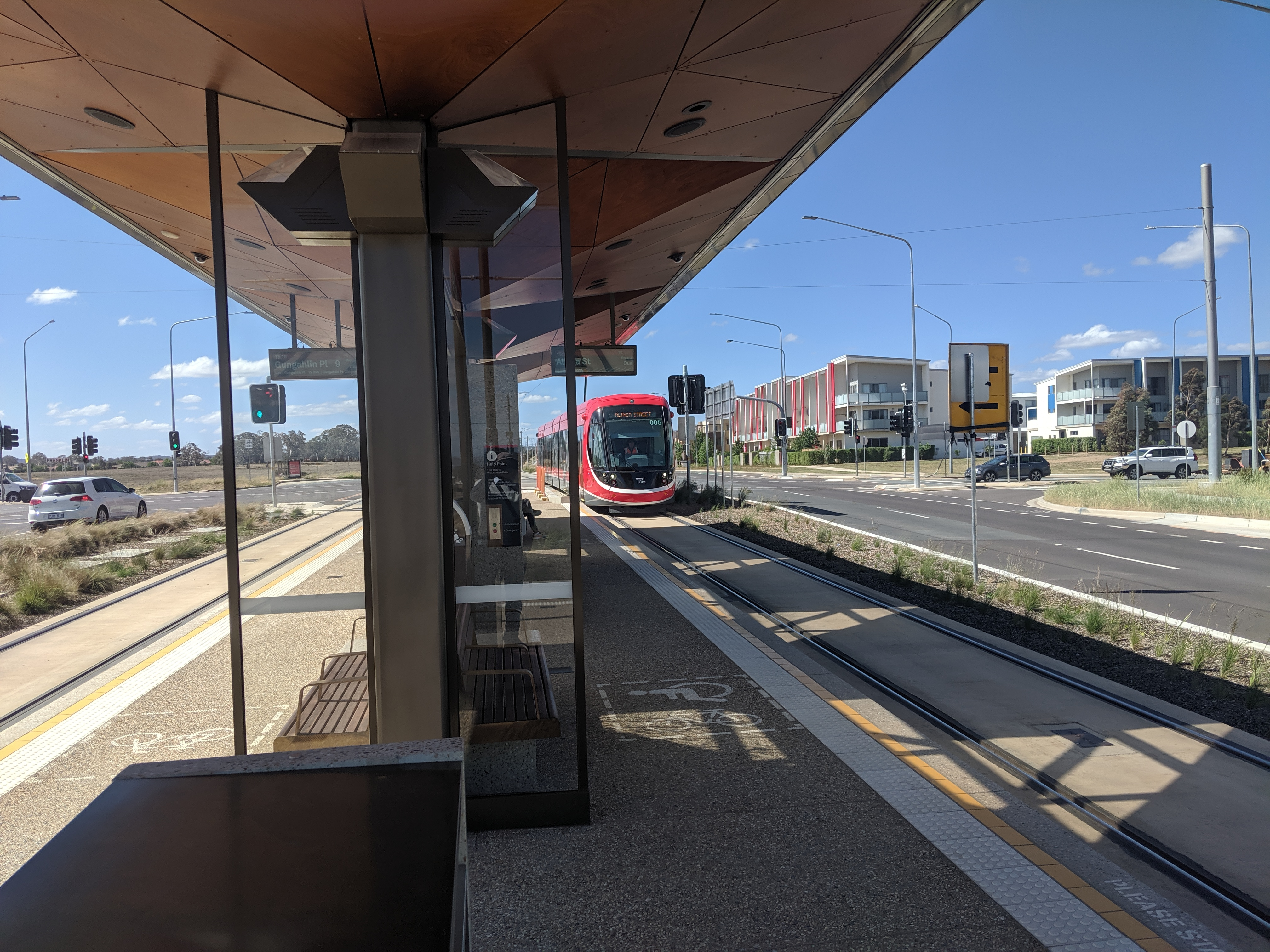
Well Station Drive
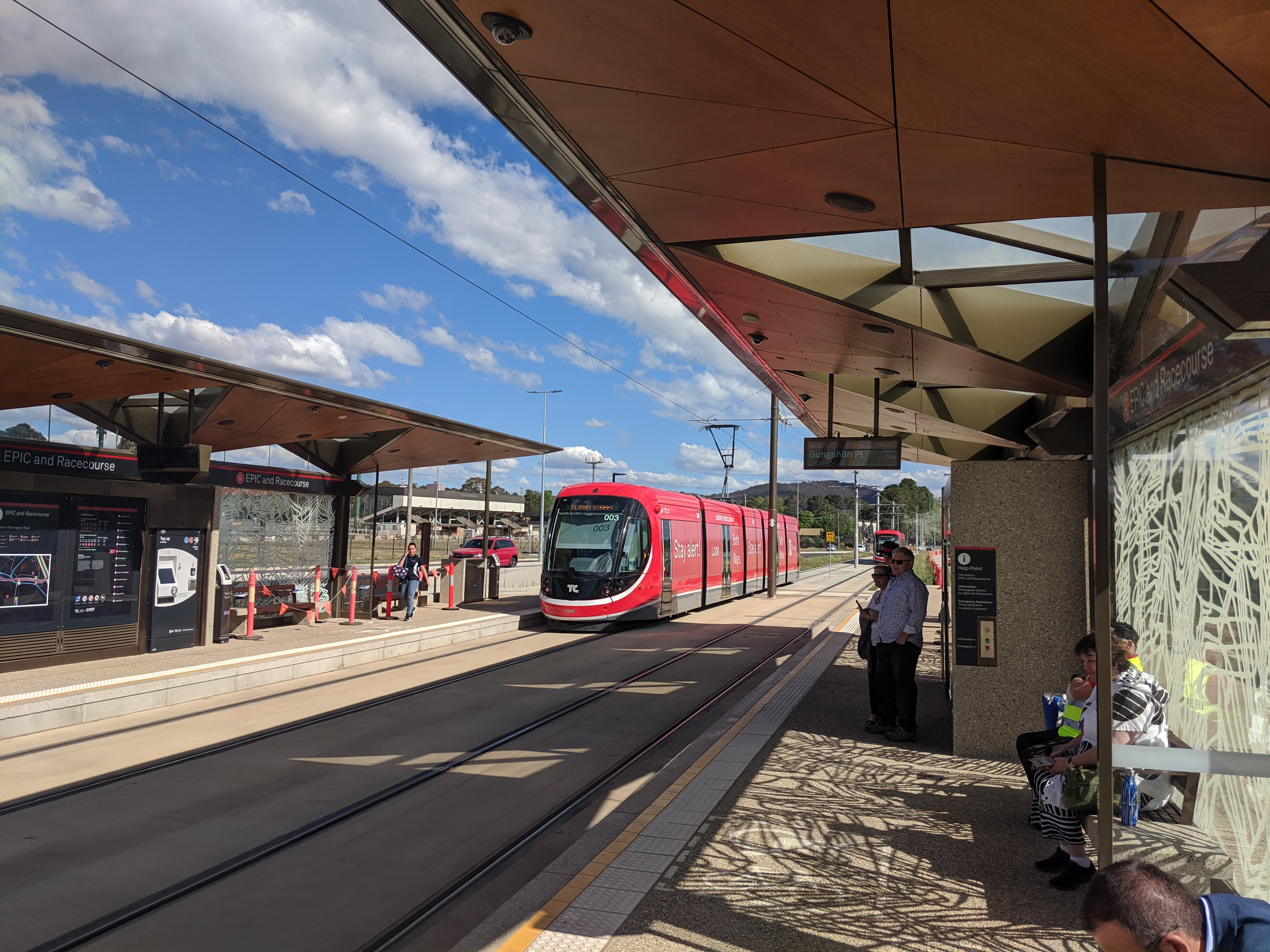
EPIC & Racecourse
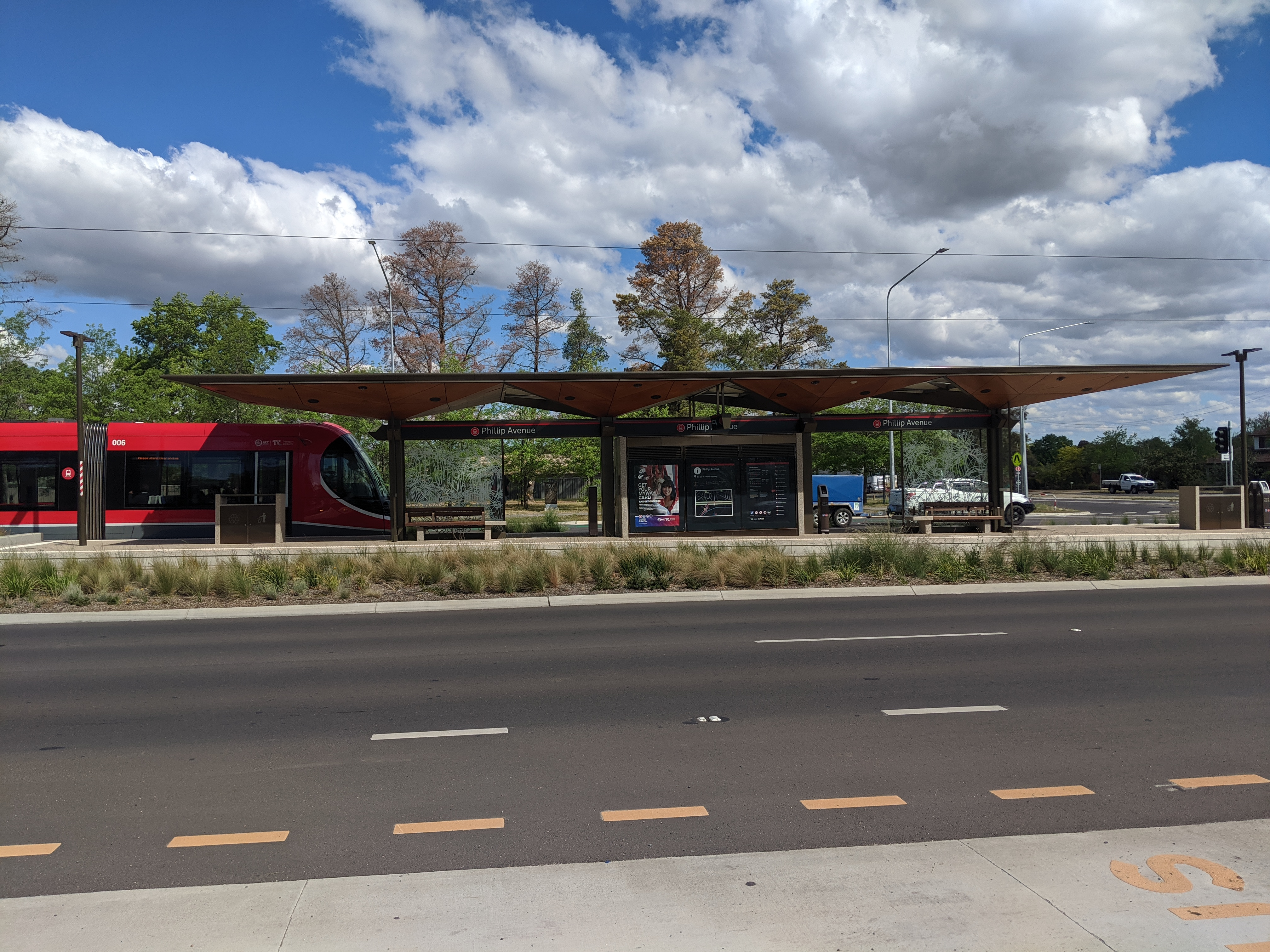
Phillip Avenue
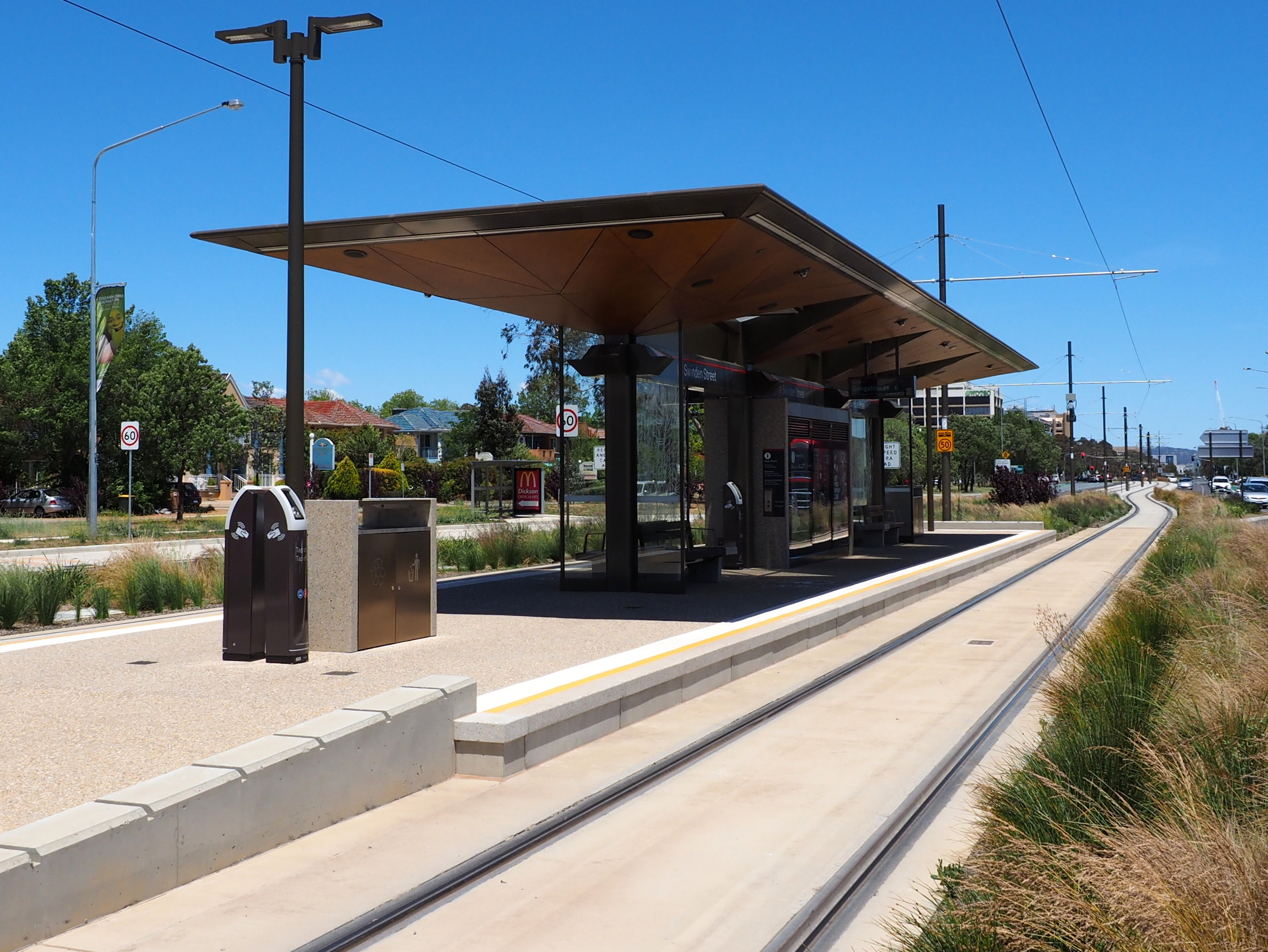
Swinden Street
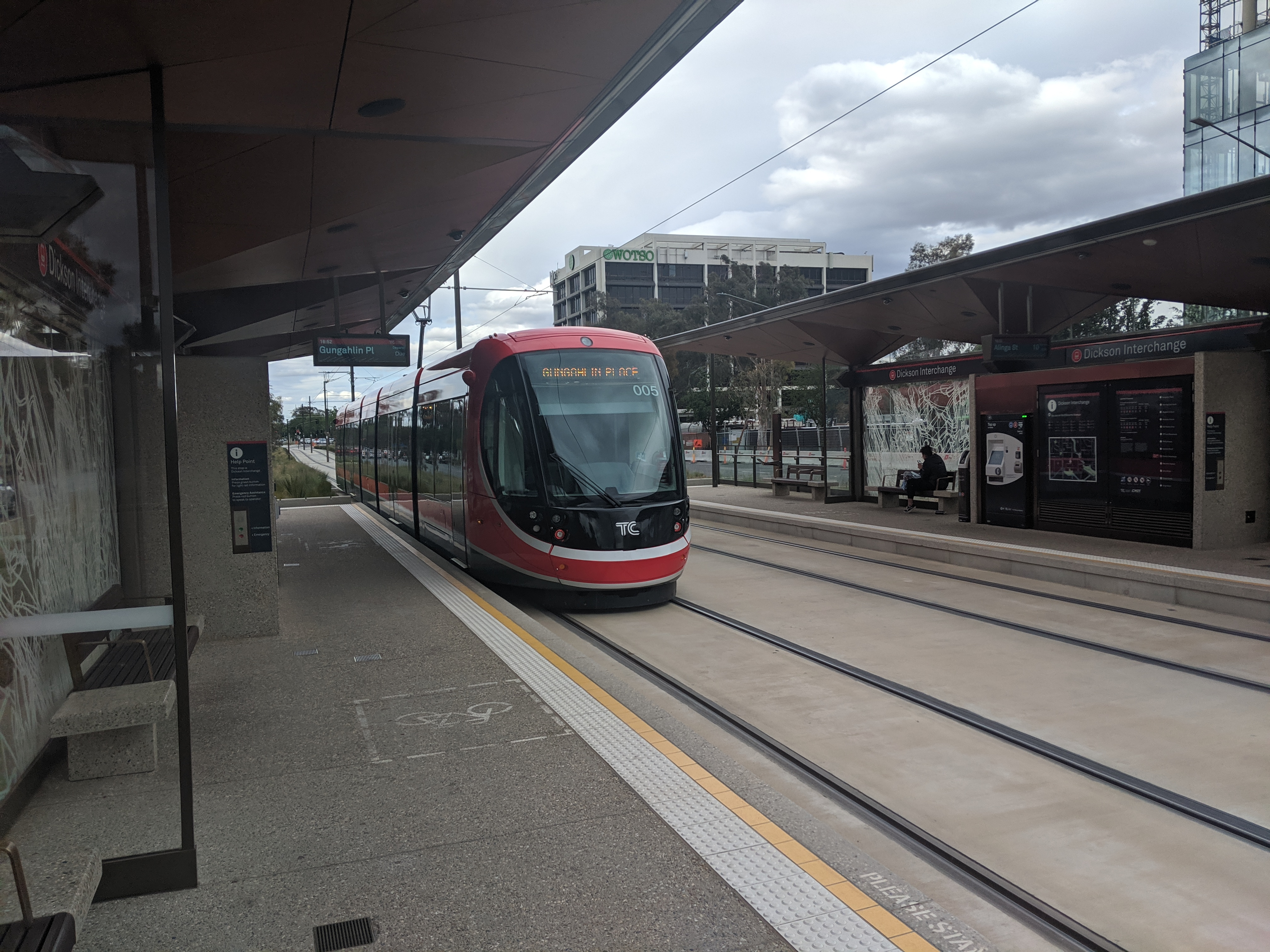
Dickson Interchange
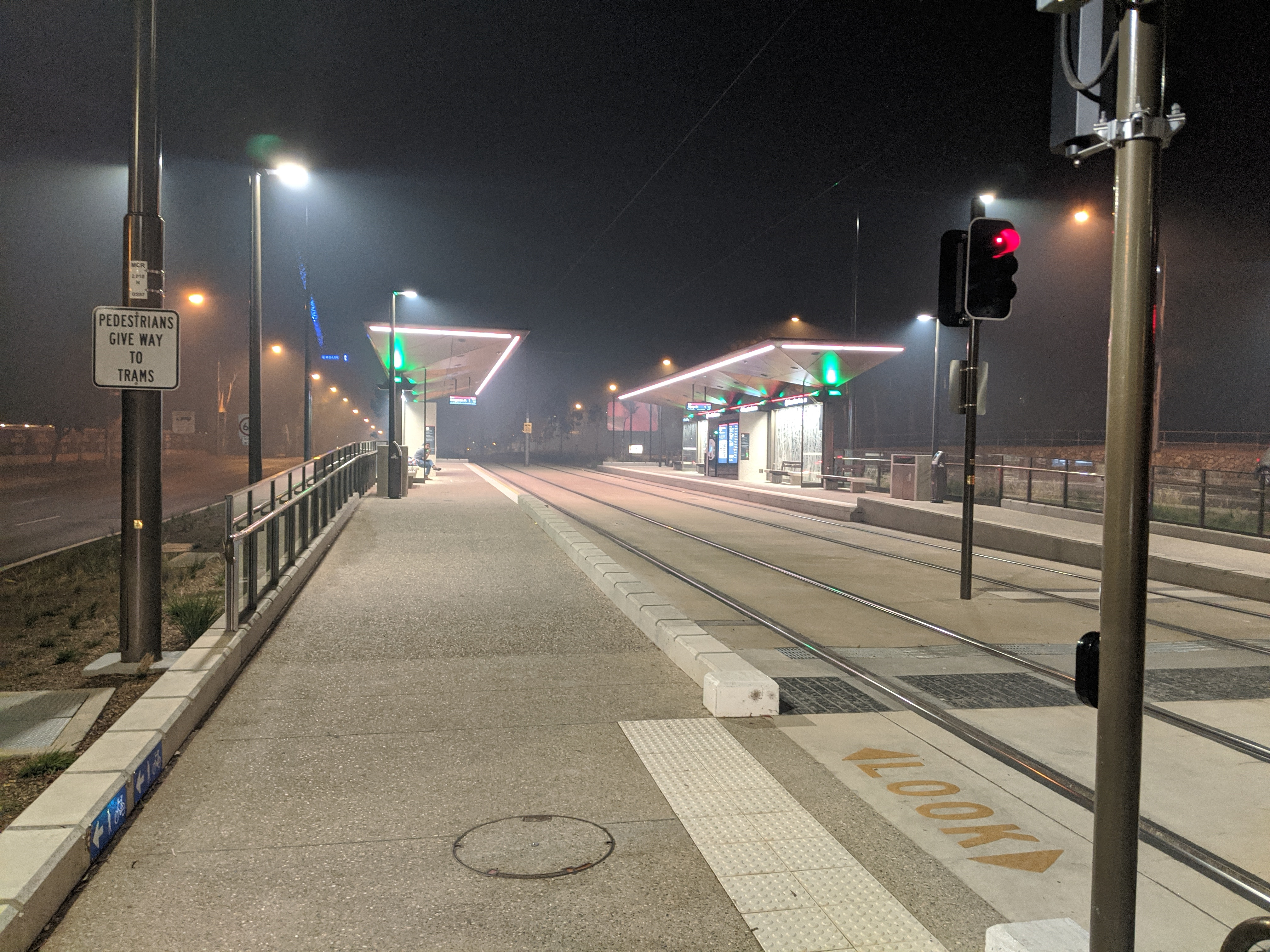
Macarthur Avenue
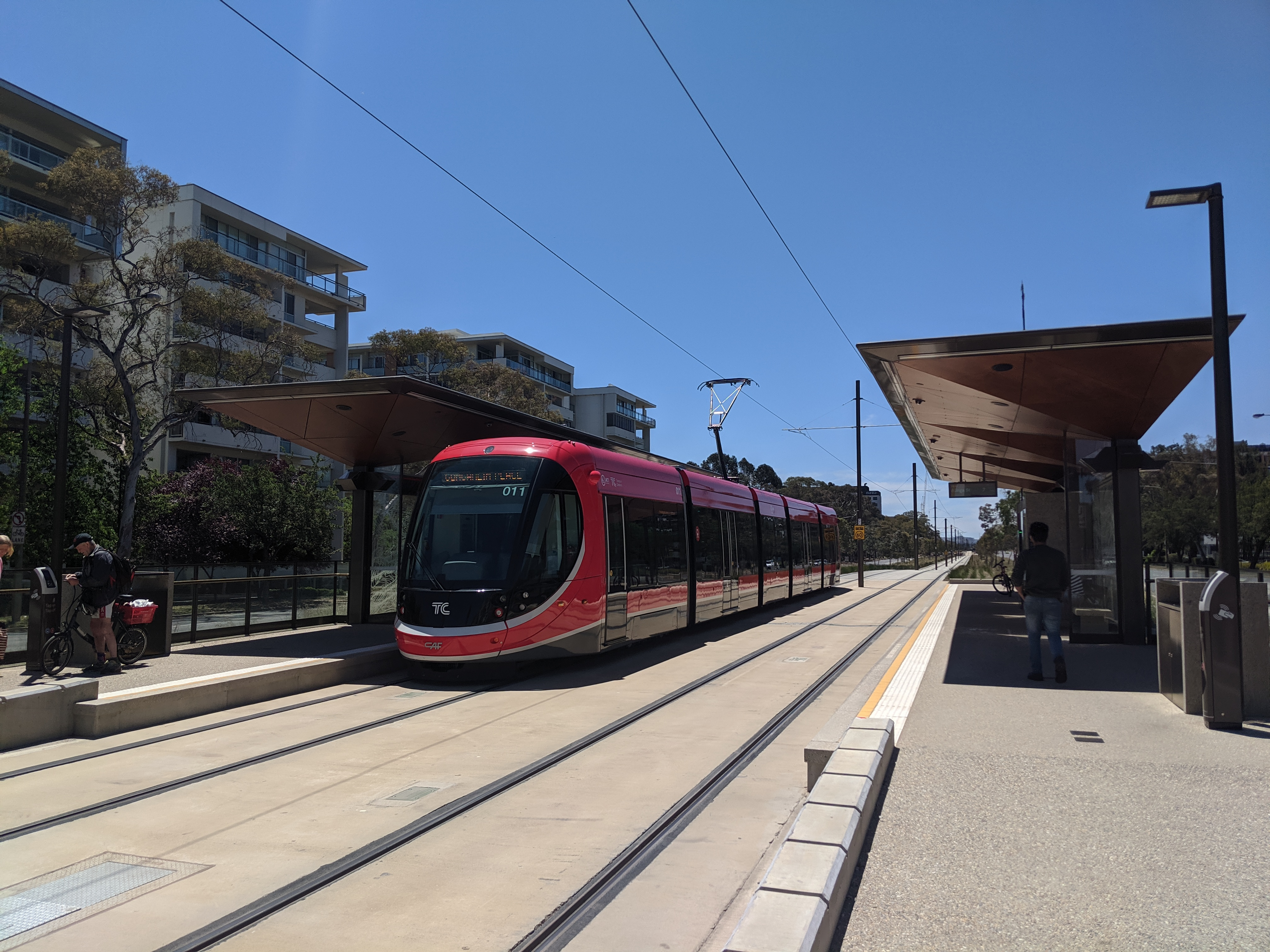
Ipima Street
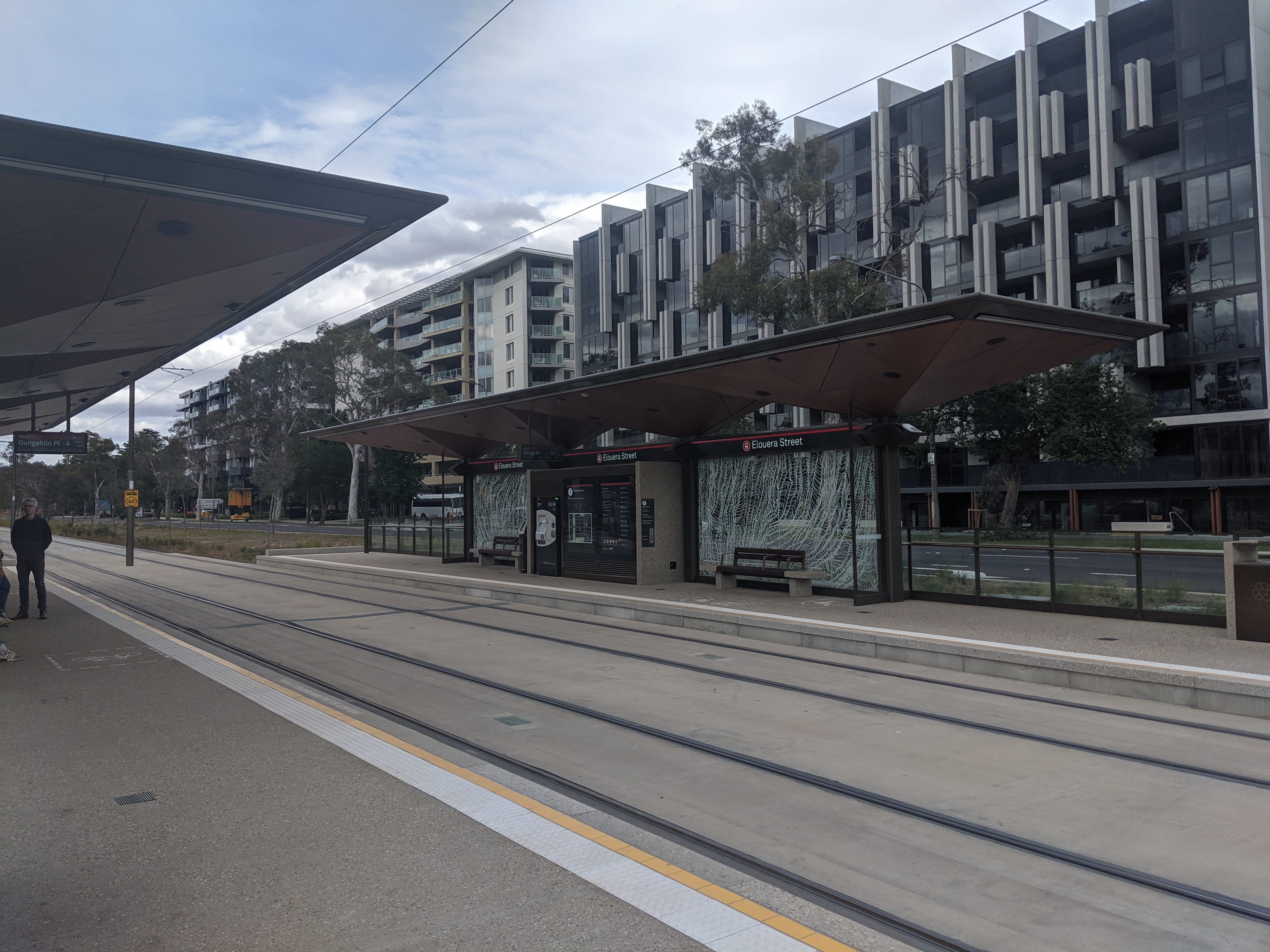
Elouera Street
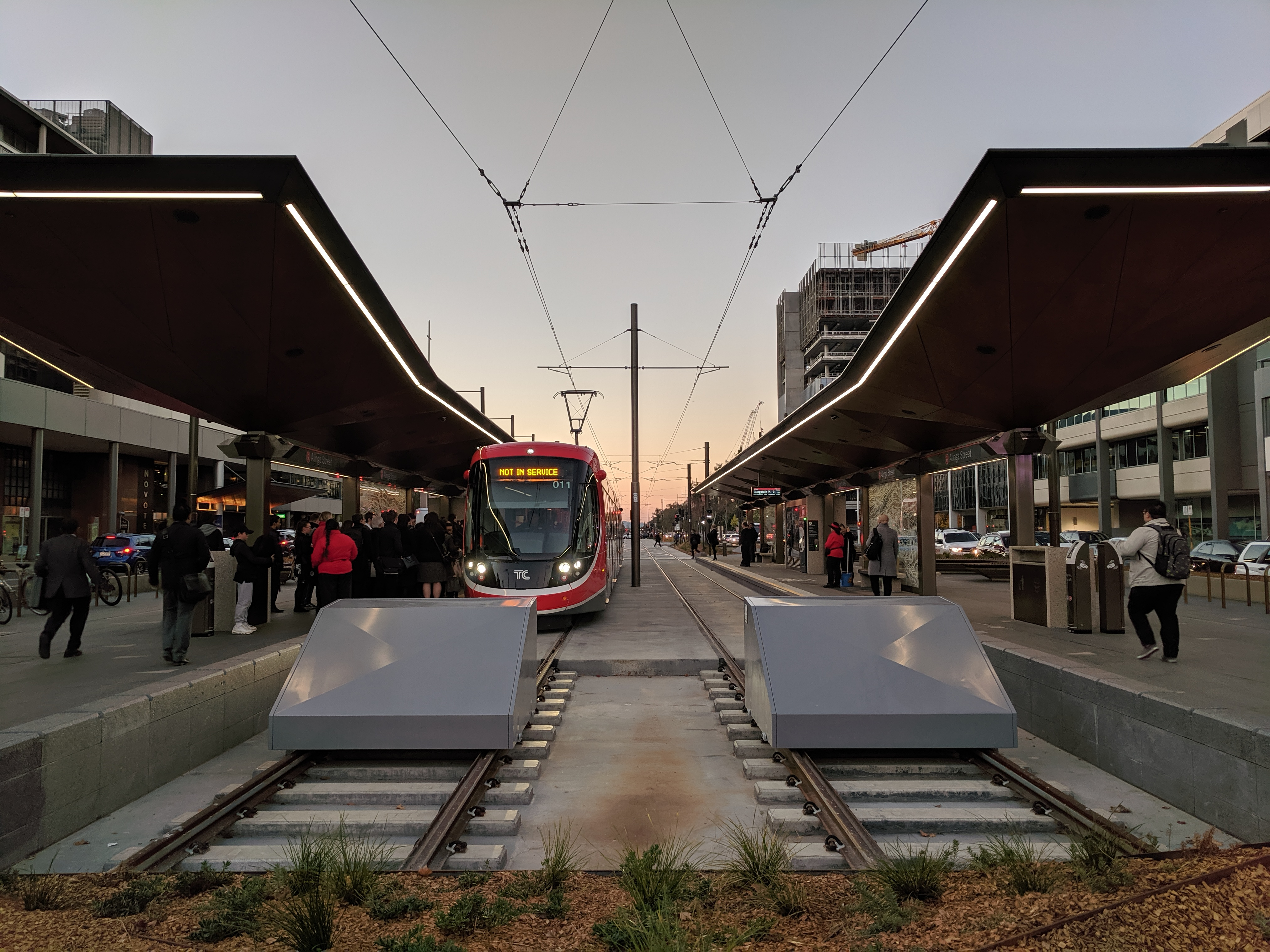
Alinga Street, City

## 車両

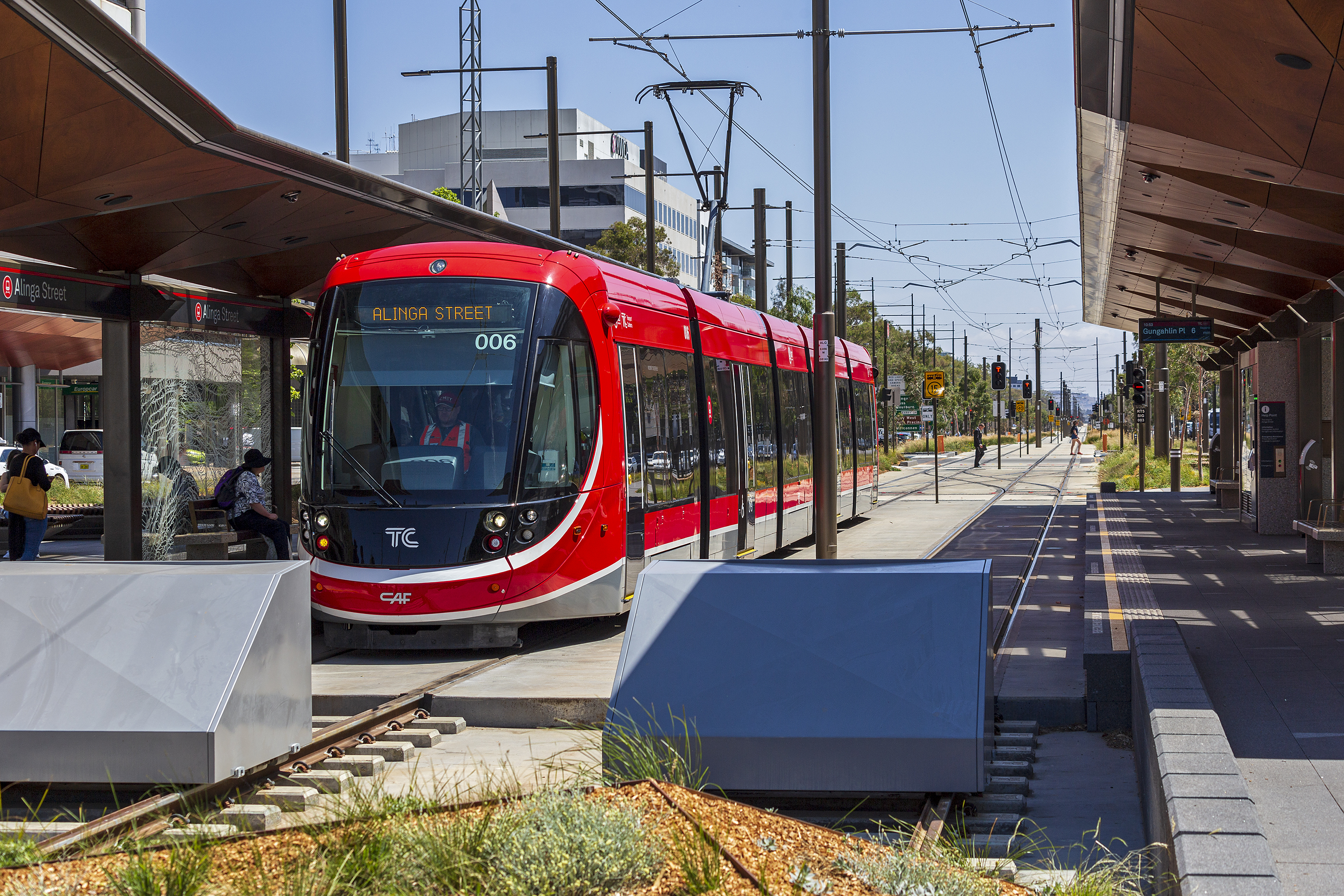
ウルボス3（2019年撮影）

キャンベラのライトレールで使用されている車両は、コンソーシアム「キャンベラ・メトロ」の参加企業の1つであるスペインのCAFが展開する超低床電車のウルボス3である。全長32,9 m、全幅2.65 mの5車体連接車（両運転台）で、低床構造の車内には2台分の車椅子スペースや4台分の自転車用ラックが設置されている。2020年現在は架線集電にのみ対応しているが、将来の路線延伸時に架線レス区間が建設された場合に備えてオンボード充電システムを搭載可能な構造となっている。
2017年12月13日に最初の車両が車両基地に到着し、以降2019年の開通までに発注分の14両が導入された。通常は11両が運用に就き、3両は車両基地に待機、もしくは修繕が行われる。主要諸元は以下の通り。

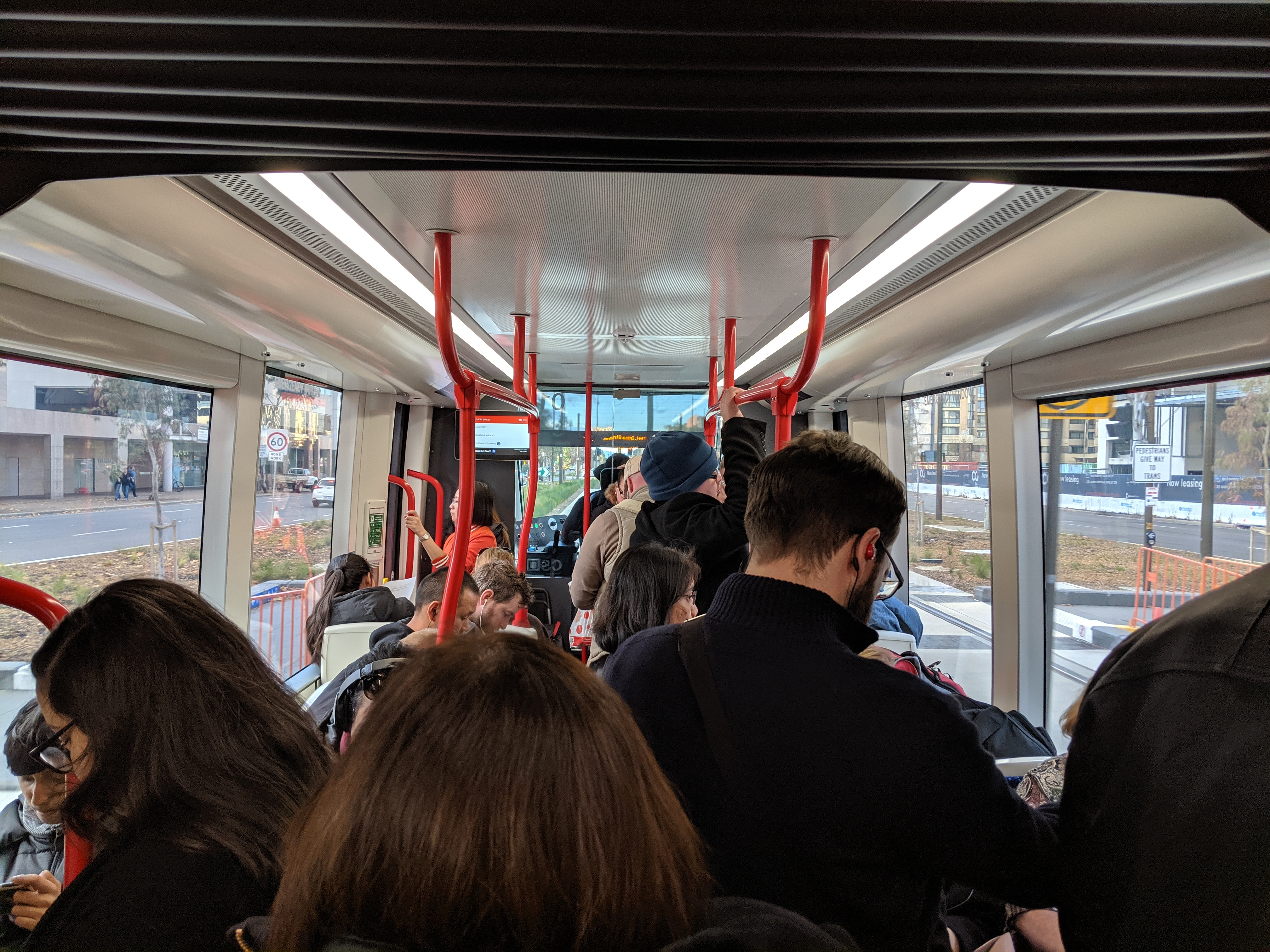
混雑する車内（2019年撮影）
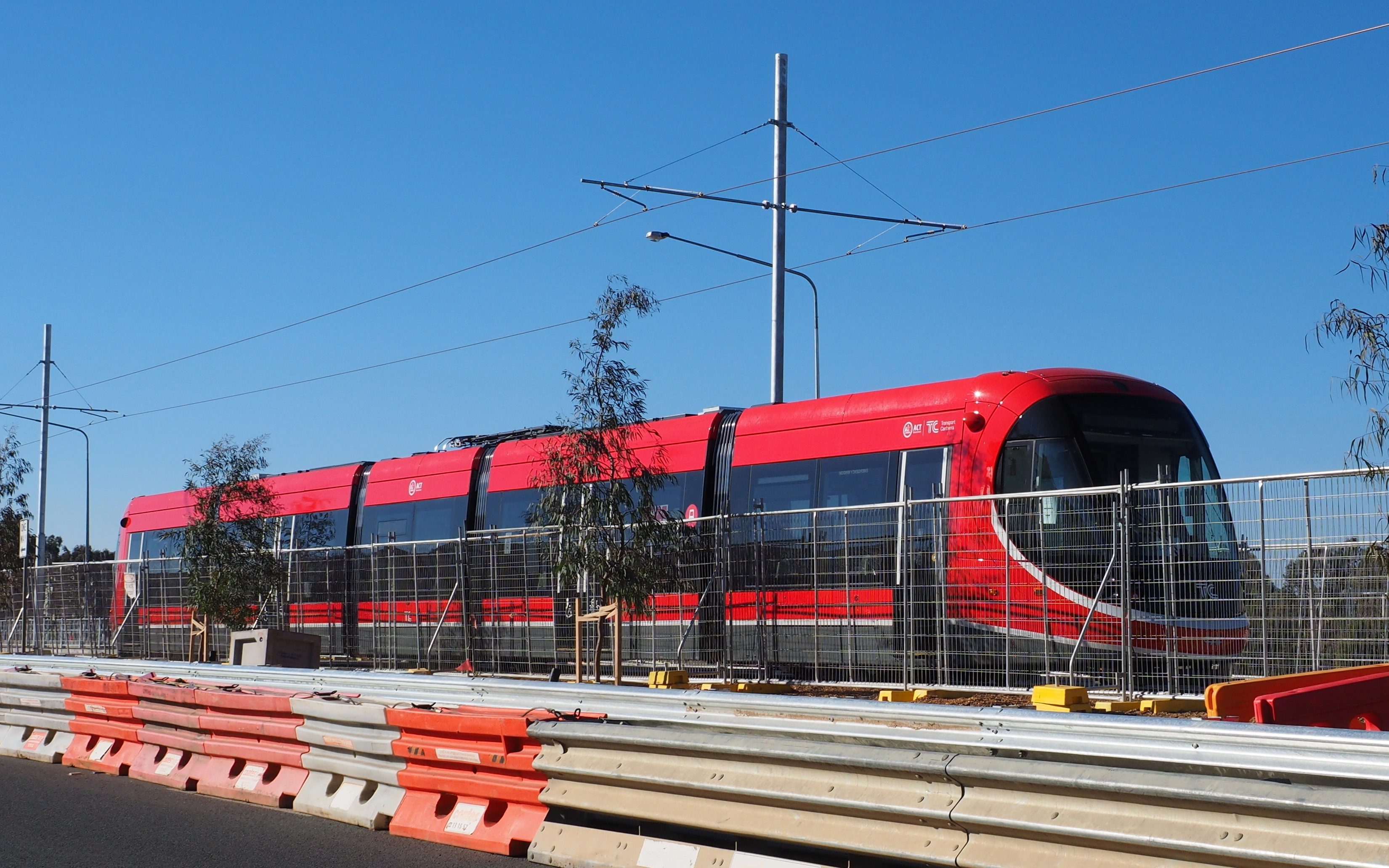
試運転中の車両（2018年撮影）
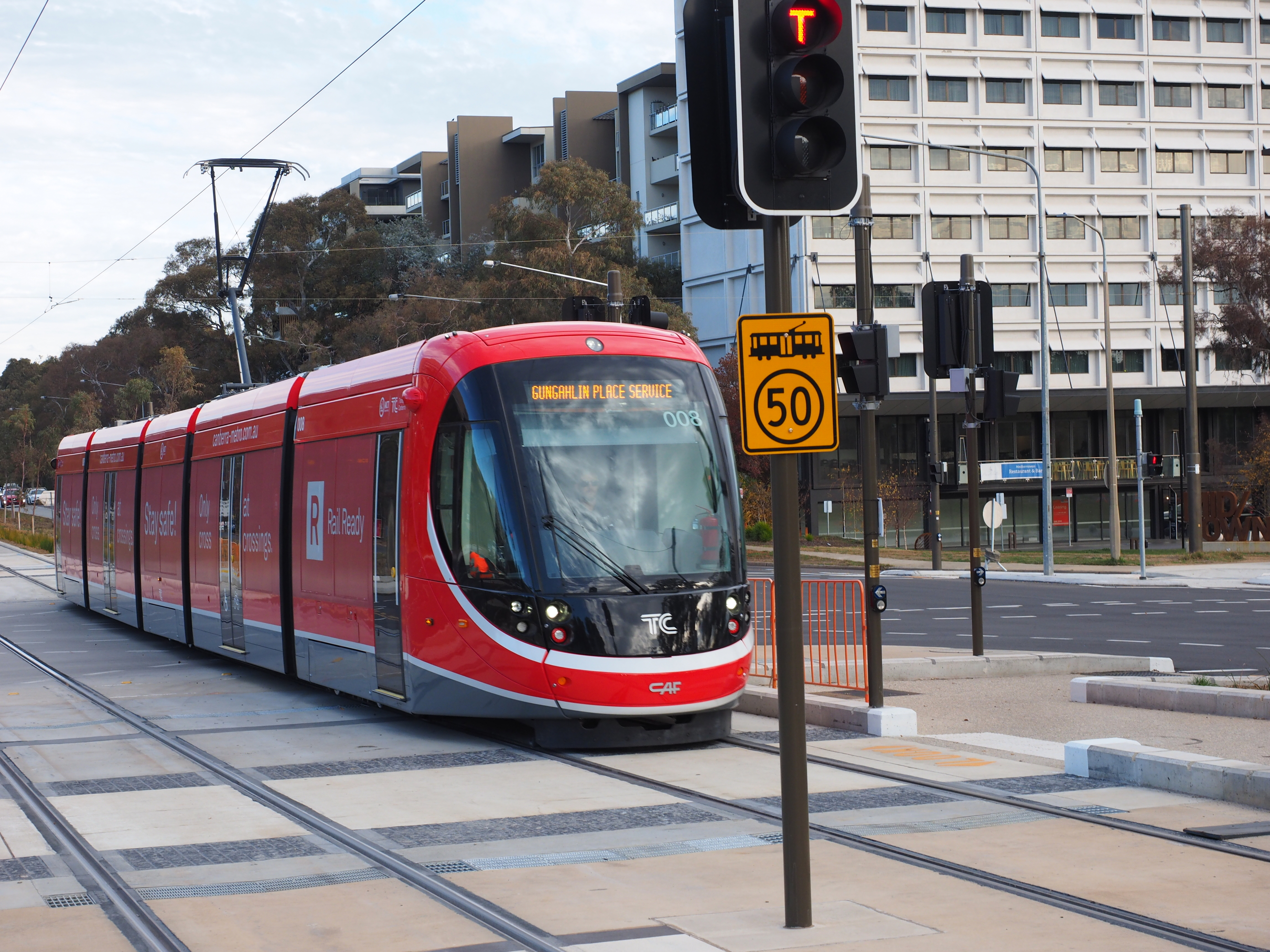
広告塗装（2019年撮影）

| 主要諸元 | 主要諸元    | 主要諸元 | 主要諸元 | 主要諸元 | 主要諸元 | 主要諸元 | 主要諸元 | 主要諸元 | 主要諸元                     |
| 両数     | 編成        | 運転台   | 全長     | 全幅     | 定員     | 定員     | 定員     | 軌間     | 備考・参考                   |
| 両数     | 編成        | 運転台   | 全長     | 全幅     | 着席     | 合計     | 最大     | 軌間     | 備考・参考                   |
| -------- | ----------- | -------- | -------- | -------- | -------- | -------- | -------- | -------- | ---------------------------- |
| 14両     | 5車体連接車 | 両運転台 | 32,966mm | 2,650mm  | 66人     | 207人    | 276人    | 1,435mm  | 最大定員は乗客密度6人/m2時。 |

## 今後の予定
キャンベラのライトレールは既に開通した第1段階を含め、キャンベラ・セントラルと郊外を結ぶ7段階の延伸計画を有している。そのうち、第2段階（Stage 2）として既存の路線をウォーデン・バレーまで延伸する計画が進められている。これは更に2つの段階に分けて建設されることになっており、2019年にキャンベラ・セントラル内に3つの電停を含む全長1.7 kmの路線を伸ばす最初の段階（Stage 2A）の計画が承認された。2020年現在は複線の線路や電停などの建設が進められている他、延伸に備えて4両の車両増備も予定されている。

## 参考資料
- LRTA (2018-4). “Connecting Canberra”. Tramways & Urban Transit No.964 81:  136-137 2020年12月25日閲覧。.